# L'Étoile (film)
Pour les articles homonymes, voir Étoile (homonymie).
Pour plus de détails, voir Fiche technique et Distribution.
L'Étoile (Звезда, Zvezda) est un film russe réalisé par Nikolaï Lebedev, sorti en 2002.

## Synopsis
En 1944, sept jeunes soldats russes ont reçu pour mission de s'enfoncer dans les arrières allemands, alors qu'un premier commando n'est pas rentré d'une mission similaire. Les informations qu'ils recueillent au-delà de la ligne de front vont cependant permettre de faire échouer une contre-offensive de l'armée nazie.

## Fiche technique
- Titre : L'Étoile
- Titre original : Звезда, Zvezda
- Réalisation : Nikolaï Lebedev
- Scénario : Alexandre Borodianski, Evguéni Grigoriev et Nikolaï Lebedev. D'après une histoire courte de Emmanuil G. Kazakevitch
- Producteur : Karen Chakhnazarov
  - Producteur délégué : Alexandre Litvinov
- Société de production : ARK-Film et Mosfilm
- Distribution :
- Musique : Alexeï Rybnikov
- Photographie : Iouri Nevski
- Montage : Lidiya Milioti et Edouard Iermoline
- Décors : Lioudmila Kouzakova
- Costumes : Pavel Lipatov
- Pays :  Russie
- Genre : Film de guerre, film historique
- Durée : 97 minutes
- Format : Couleur - Son : Dolby Digital - 1,66:1 - Format 35 mm
- Budget : 1.300.000 $[1]
- Date de sortie :  République tchèque : 11 juillet 2002 (première au festival international du film de Karlovy Vary)

## Distribution
| - Igor Petrenko : Lieutenant Volodia Travkine - Artiom Semakine : Soldat Vorobiev - Alexeï Panine : Sergent Kostya Mamotchkine - Alexeï Kravtchenko : Sergent Anikanov - Anatoli Gouchtchine : Soldat Bykov - Amadou Mamadakov : Soldat Temdekov - Yuri Laguta : Sergent Brazhnikov - Ekaterina Voulitchenko : Soldat Katya Simakova | - Andreï Iegorov : Capitaine Andrei Barashkhin - Ivan Kokorin : Meshchersky - Alexandr Naoumov : Serbichenko - Alexander Diachenko : Galiev - Oleg Gouchtchine : Likhachyov - Sergey Miller : Premier Allemand capturé - Gennadi Vorotnikov : Deuxième Allemand capturé - Aleksandr Efimov : Troisième Allemand capturé |

## Distinctions

### Récompenses
- 2002 : Grand Prix du Festival du cinéma russe à Honfleur
- 2002 : Golden Aries (Best Score) au Russian Guild of Film Critics pour Aleksei Rybnikov
- 2003 : Meilleure musique pour Aleksei Rybnikov aux Nika Awards
- 2003 : Meilleur son pour Aleksandr Pogosyan aux Nika Awards
- 2003 : Découverte de l'année pour Igor Petrenko aux Nika Awards

### Nominations
- 2002 : nomination du réalisateur Nikolaï Lebedev au Crystal Globe du festival international du film de Karlovy Vary
- 2003 : nomination du directeur de la photographie Yuri Nevsky aux Nika Awards
- 2003 : nomination aux Nika Awards pour le meilleur film
- 2003 : nomination pour Aleksei Panine aux Nika Awards pour meilleur second rôle